# Subaru Legacy
Subaru Legacy je japonský automobil střední třídy automobilky Fuji Heavy Industries. Model Legacy vznikl se záměrem prosadit se na lukrativním severoamerickém trhu vozů střední třídy jako jsou např. Honda Accord, Toyota Camry, Mazda6 a Nissan Altima. Výkonnější verze Legacy pak měly konkurovat nabídce luxusnějších vozů střední třídy jako Audi A4, Alfa Romeo 159 a BMW řady 3. Model Legacy je vlajkovou lodí automobilky.
V roce 1994 vznikla varianta Legacy Outback s vyšším podvozkem, aby uspokojila narůstající poptávku po vozech třídy SUV a stala se tak pro Subaru úspěchem. Varianta Subaru Outback byla odvozena jako vlastní modelová řada v roce 2000.
Legacy nabízí standardně ve své třídě pohon všech kol a motor konstrukce boxer typický pro Subaru. Legacy se v Austrálii nabízí pod názvem Liberty, kvůli australské organizaci Legacy Australia, která se stará o rodiny veteránů.